# Мади (народ)
Мади (Маади, Ма'ди. англ. Madi) — народ, проживающий на территории Уганды, Южного Судана и Демократической Республики Конго. Большая часть народа проживает в Уганде. Разговаривают на Центрально - суданском языке Ма'ди и на английском языке. живут в грибообразных хижинах.

## Места проживания
Народ Мади населяет три страны: Уганду, Южный Судан и Демократическую Республику Конго.
Регионы Уганды
- Аджумани и его округ
- Район Мойо

Регионы Южного Судана
- Округ Магви
- Восточная Экватория

Регионы ДР. Конго
- Севернее народа Ленду

## Краткая История
Появление и миграции

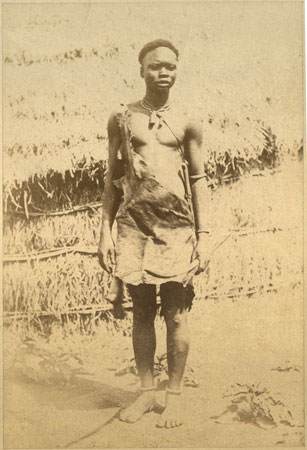
Мужчина-мади в конце 1870-х годов на территории Южного Судана

Народ Мади зародился на территории современной Нигерии. Затем Мади покинули эти земли и направились на юг. В итоге они оказались на территории города Амади, который находится на юго-западе Судана. Там они и остались.
Спустя время Мади продолжили свой путь на восток, пока не достигли реки Нил. Здесь они разделились на две группы: Мору и маади. Группа Мору пошла обратно — на запад, а группа маади осталась на берегу реки. По одной из версий, причиной разделения стала ссора из-за куска арахиса.
По мере того как Мади становилось всё больше, они начали делиться на более мелкие группы. Многие из них покинули Раджаф. Со временем некоторые группы отправились на юг, следуя разными маршрутами в поисках лучшего места для жизни.
К концу 1860-х годов некоторые группы Мади из вышли из Южного Судана и поселились на территориях Уганды. Там они поселились в разных местах: одни — на западном берегу Нила, другие — на восточном.
Мади и Англо-Египетский Судан
В период существования этого государства (1898–1955 гг.) Великобритания старалась ограничить исламское и арабское влияние на Южный Судан, введя отдельное управление соответственно Севером и Югом страны. Одновременно проводилась христианизация Южного Судана. В результате в культуру Мади через Уганду примерно в то же время пришло христианство. Также под влиянием колониальной эксплоатации Мади, в особенности восточные, были разорены.
Мади во Второй гражданской войны в Судане
Люди Мади принимали участие во Второй Гражданской войне в Судане. В период с 1986 по 1988 год в регионе Мадиленд, который ранее был мирным, начались боевые действия. В частности, в районе Моли у реки Лиро в результате столкновений между двумя братьями погибло множество мирных жителей.
Клан Ачоли-Мади также поддерживал Народную армию освобождения Судана (НАОС). Однако в 1988 году старейшины Мади и Ачоли решили, что воюющие стороны должны попытаться договориться, чтобы предотвратить дальнейшие потери.
Вторая гражданская война привела к значительному сокращению численности народа Мади в Южном Судане.

## Основные занятия
Почти все жители этих мест зарабатывают на жизнь выращиванием сезонных культур, которые используются в пищу. Среди них кунжут, арахис, маниока, батат, кукуруза, просо и сорго. Большая часть урожая идёт на нужды семьи, излишки продают за деньги. Основными товарными культурами в Уганде и Судане являются хлопок и табак. Те, кто живёт рядом с Нилом, занимаются выловом рыбы на продажу. Основные места промысла — Ларопи в Уганде и Нимуле в Южном Судане. Мади разводят крупный рогатый скот, коз и овец, а также домашнюю птицу.
Раньше охота была важным сезонным занятием, но сейчас её значимость снизилась из-за ограничений, введённых правительствами.

## Обычаи
В основе общества лежат принципы клановой системы и родственных связей. При традиционных правителях все жители одного региона приносят клятву верности. Существуют лидеры кланов и деревень, а также семейные группы, которые следят за соблюдением законов и порядка в обществе и поддерживают его в социальном плане. Проводятся совместные работы на полях, праздники, охота и похороны, что способствует укреплению единства, сотрудничества и мира. В дохристианскую эпоху некоторые мади были политеистами, но сегодня вера в традиционных богов значительно ослабла.

## Религия
Большинство людей Мади исповедуют Христианскую религию, меньшинство исповедует Ислам и Анинизм.

## Известные Мади

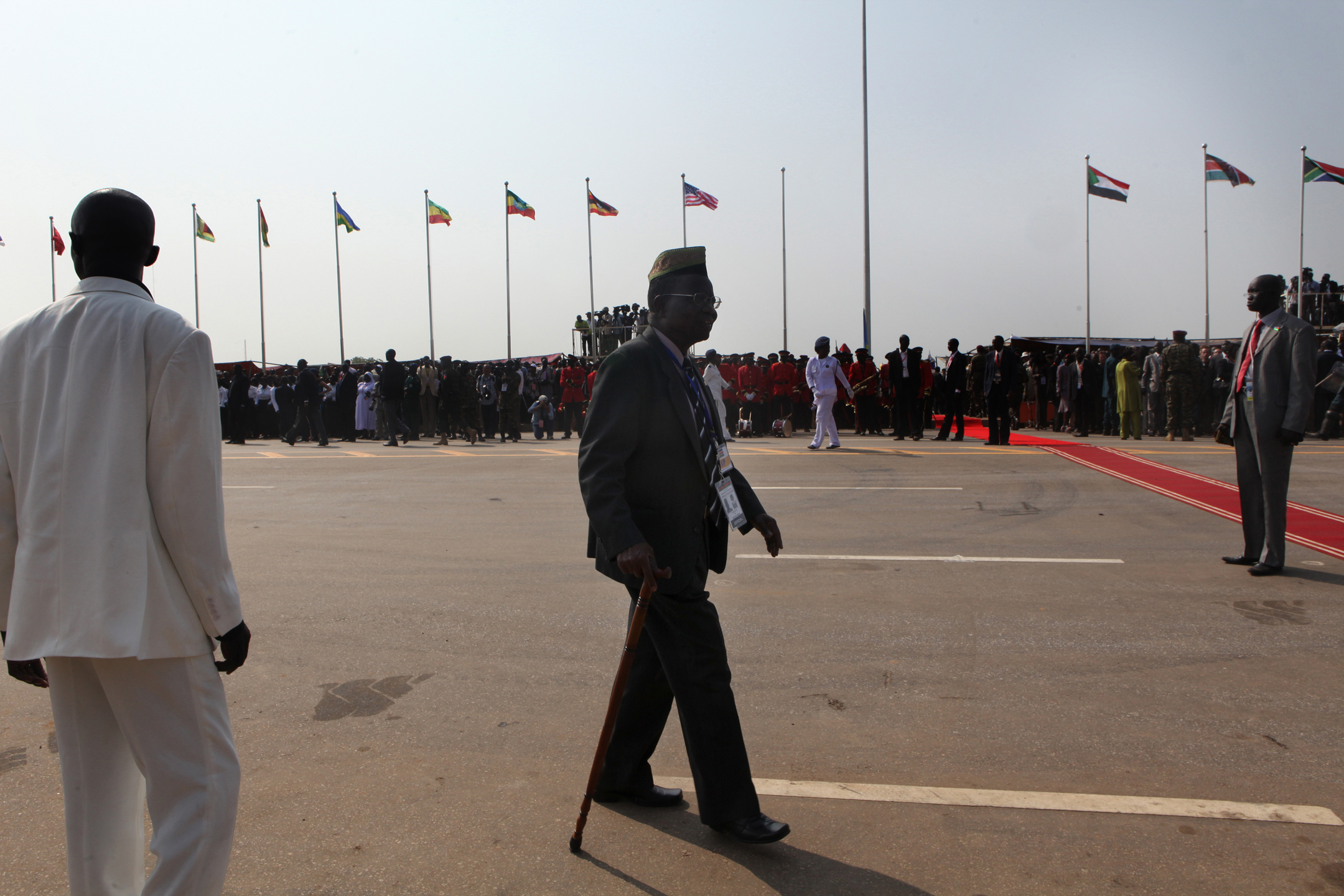
Джозеф Лагу в 9 июля 2011 году

- Джозеф Лагу — вице-президент Южного Судана, лидер Аньяни.
- Маку Ига — генеральный директор Организации внешней безопасности Уганды.
- Аньяма Бен — председатель правления Национального центра генетических ресурсов и банка данных по животным.
- Редонто Унзи — заместитель спикера парламента Южного Судана с начало 1960-х годов.
- Мартин Кеньи Теренцио — боец Освободительной армии Судана.
- Генерал Мозес Али — второй заместитель премьер-министра Уганды.
- Мойра, героиня войны в Мади — сражавшаяся за народ Мади.
- Алума Дэвид — один из известных музыкантов, известный как Трей Дэвид.
- Мзи Гванья — один из знаменитых музыкантов UDI.
- Абрахам Киапи — бывший профессор права в Университете Макерере в течение 22 лет (1971–1993).